# ليلة بكى فيها القمر (فلم)
ليلة بكى فيها القمر هو فيلم مصري من تمثيل صباح وشاركها دور البطولة حسين فهمي. تدور احداث الفلم حو ل امرأة مشهورة في عالم الفن والطرب وحسين فهمي كان يحلم بالاقتراب منها والعمل معها. وتحقق حلمه وبدا العمل معها وقام بإخراج بعض الأغاني وكبر بينهما الحب وتزوج منها ولكن في نهاية الفلم وبعد أن أصبح كبير الشان والمال قام بخيانتها واكتشفت صباح ذلك وسارت القصة في منحى حزين ودرامي

## إنتاج الفيلم
يمكن اعتبار قصة الفيلم مستوحاة من السيرة الشخصية لصباح لنفسها. فصة الفيلم عن مطربة مشهورة تتزوج رجل يصغرها بالسن، وهو ما فعلته صباح قبل ذلك بزواجها من الممثل وسيم طبارة.

## أغاني الفيلم
أغاني الفيلم من تلحين جمال سلامة، ومن تأليف محمد حمزة، عدا أغنية "ساعات..ساعات" فهي من تأليف عبد الرحمن الأبنودي. وهذه الأخيرة تعتبرها صباح أكثر أغنية معبرها عنها من أغانيها.

## وصلات خارجية
- مقالات تستعمل روابط فنية بلا صلة مع ويكي بيانات